# Michel Ledoux
Pour les articles homonymes, voir Ledoux.
Michel Ledoux (né le 19 février 1958) est un mathématicien français, qui travaille notamment en théorie des probabilités. Il est professeur à l'Université de Toulouse.

## Biographie
Ledoux a obtenu son doctorat en 1985, à l'université de Strasbourg sous la direction de Xavier Fernique, avec une thèse intitulée Propriétés limites de variables aléatoires vectorielles.
Il s'est intéressé notamment aux inégalités isopérimétriques et fonctionnelles en analyse, géométrie et en théorie des probabilités. Plus précisément, ses travaux sur les semi-groupes de Markov ont des conséquences importantes en concentration de la mesure, isopérimétrie et phénomènes de grandes déviations - notamment en théorie des matrices aléatoires. En particulier, il est connu pour avoir développé notamment avec Dominique Bakry les méthodes de semi-groupes de diffusions et les preuves par flot de la chaleur d'inégalités fonctionnelles importantes telles que les inégalités de trou spectral et de Sobolev logarithmique, dans un cadre abstrait lié au critère de courbure dimension de Bakry-Emery. 
Il a dirigé l'Institut de mathématiques de Toulouse, et a été directeur du labex CIMI. Il est par ailleurs rédacteur en chef de la revue Probability Theory and Related Fields.

## Prix et distinctions
En 2010, il a reçu le prix Servant. En 2014, il est orateur invité au congrès international des mathématiciens à Séoul avec une conférence intitulée Heat flow, geometric and functional inequalities.

## Publications
- avec Michel Talagrand Probability in Banach spaces, Ergebnisse der Mathematik und ihrer Grenzgebiete, Springer Verlag 1991[4] 2ème édition 2002.
- Isoperimetry and Gaussian analysis, École d'été de Probabilités de St-Flour 1994. Lecture Notes in Math. 1648, Springer Verlag 1996, pp 165-294.
- The concentration of measure phenomenon. Introduction, References, Mathematical Surveys and Monographs 89, American Mathematical Society, 2001, 2ème édition 2005.
- avec Philippe Barbe Probabilité, Belin 1998, EDP Sciences 2007.
- avec Dominique Bakry et Ivan Gentil : Analysis and Geometry of Markov Diffusion Operators, Springer, 2014 (ISBN 978-3-319-00226-2).
- avec Dominique Bakry et Laurent Saloff-Coste Markov Semigroups at Saint Flour, Série Probability at Saint Flour, Springer Verlag 2012.

## Liens
- Notices d'autorité :   - VIAF
  - ISNI
  - BnF (données)
  - IdRef
  - LCCN
  - GND
  - Belgique
  - Pays-Bas
  - Pologne
  - Israël
  - NUKAT
  - Catalogne
  - Tchéquie
  - WorldCat
- Ressources relatives à la recherche :   - Canal-U
  - Google Scholar
  - Mathematics Genealogy Project
- Page d'accueil(de) « Publications de et sur Michel Ledoux », dans le catalogue en ligne de la Bibliothèque nationale allemande (DNB).